# Варвинское вооружённое восстание
Варвинское вооружённое восстание — антифашистское выступление во время Великой Отечественной войны в Варвинском районе Черниговской области Украинской ССР. Продолжалось с 27 февраля по 1 марта 1943 года, осуществлено подпольной организацией во главе с И. Кисляком и И. Здоровцем.
Поводом для восстания стало прибытие в посёлок Варва отряда карателей для расправы с местными партизанами и подпольщиками, в том числе группой антифашистов, арестованных накануне. Чтобы опередить карателей и спасти своих товарищей, было решено поднять вооружённое восстание. Для подготовки и руководства им создан штаб. В ночь с 26 на 27 февраля 1943 года по приказу штаба участники подполья, которые служили в местной полиции, разоружили и арестовали начальника полиции и его подчинённых, выпустили из тюремных камер арестованных антифашистов. Разделившись на три боевые группы, повстанцы атаковали помещение немецкой полевой жандармерии и прибывший отряд эсэсовцев. На утро 27 февраля Варва была очищена от немцев. Уполномоченные повстанческого штаба создавали вооружённые группы в окружающих селах Озеряны, Брагинцы, Мармизовка, Богданы, Остаповка и др.
Уже к концу первого дня восстания в районе было уничтожено 54 карателя и полицая. Принимались первоочередные меры по организации обороны Варвы. На утро 28 февраля к Варве на автомашинах прибыла большая группа карателей, которые повели наступление на повстанцев, те с боем отступили. Ворвавшись в райцентр, каратели совершили расправу над населением, которое не успело убежать. На месте расстреливали тех, кто попал на глаза, забросали гранатами дома. По информации «Энциклопедии истории Украины», всего было разрушено около 100 помещений, около 70 человек были сожжены заживо в одном из домов.
Впоследствии варвинские повстанцы сформировали партизанский отряд численностью до 300 человек, который маневрировал по территории Варвинского и Сребнянского районов Черниговщины и Лохвицкого района Полтавщины. На борьбу с ним немецкой командование бросило до 2300 человек. Партизанский отряд был вынужден разделиться на группы по 7-15 бойцов, которые рассредоточились в лесах. Чуть позже они снова влились в один отряд, который продолжал борьбу против немецкий войск до их изгнания из района.